# Marcusenius schilthuisiae
Marcusenius schilthuisiae es una especie de pez elefante eléctrico en la familia Mormyridae presente en el Bajo Congo y probablemente en algunos sistemas hidrícos como el Sangha, Ubangui, Kwango y Kasai. Es nativa de la República democrática del Congo y puede alcanzar un tamaño aproximado de 148 mm.
Respecto al estado de conservación, se puede indicar que de acuerdo a la IUCN, esta especie puede catalogarse en la categoría «preocupación menor (LC)».